# Maculphrysus inspersus
Maculphrysus inspersus es una especie de coleóptero de la familia Attelabidae.

## Distribución geográfica
Habita en Laos y Vietnam.